# Racing Club de Madrid
El Racing Club de Madrid, más conocido como Racing de Madrid, fue una entidad polideportiva con sede en Madrid, España. Fue fundado oficialmente el 13 de septiembre de 1914 tras la fusión de la sección de fútbol del Instituto Cardenal Cisneros y el Regional Foot-ball Club, clubes donde habían recalado numerosos futbolistas del extinto Español Foot-ball Club. Ramón Teja y Salvador Picazo, dirigentes de los clubes fusionados, fueron los responsables del nacimiento del club en el barrio de Chamberí, siendo el primero de ellos nombrado primer presidente de la nueva entidad.
Fue uno de los clubes participantes en la primera edición de la Segunda División de España en la temporada 1928-29 en su Grupo "A" o de segunda categoría del fútbol español, antes de verse deportivamente abocado al descenso a la Tercera División de España, donde tras negarse como numerosos clubes a disputar su primera edición una temporada después por desavenencias con la Federación, retirándose de la competición finalmente antes de desaparecer su sección futbolística en la temporada 1931-32.
Identificado por su vestimenta a rayas rojas y negras fue un club histórico de la capital, donde destacó notablemente en su primera década de vida. Entre sus logros más destacados destacan dos títulos del Campeonato Regional Centro en la temporada 1914-15 y en la 1918-19 en la que era la segunda mayor competición de la época, y de la que posteriormente lograría cuatro subcampeonatos. Su segundo título le dio la posibilidad de representar a Madrid en la Copa del Rey de 1919, la primera de tres apariciones en su historia. El equipo fue eliminado en la primera fase eliminatoria de cuartos de final tras caer derrotado en un partido de desempate por 1-3 frente al Arenas Club –finalmente vencedor del torneo– tras el balance igualado al perder 8-2 en el partido de ida y vencer 2-0 en el de vuelta., Su mejor participación, pese a caer en la misma ronda de cuartos de final, fue una década después en la Copa del Rey de 1929 a la que accedió como subcampeón del Campeonato Regional Centro. En dicha participación fue eliminado por el Real Madrid F. C. tras perder ambos partidos con un balance global de 3-9. Pese a ello y debido al crecimiento de la competición, previamente se deshizo del Iberia S. C. por un 2-3 global en la eliminatoria y del Valencia C. F. en octavos de final por un 2-5 global venciendo ambos partidos.
En la tercera década del siglo, el club se convierte en una entidad polideportiva tras crear una sección de atletismo y una de béisbol. Sin embargo la buena salud del club se vio afectada por el profesionalismo y su conflictivo comienzo denominado por la prensa como «amateurismo marrón», tras lo cual el club comenzó su decadencia deportiva, que se vio afectada por un ambicioso proyecto al trasladar la sede social al barrio de Vallecas junto con la construcción de un nuevo estadio, el Estadio Puente de Vallecas, que supuso un endeudamiento que agravaría mucho su situación. 
Una gira internacional proyectada desde el año 1919 en los años dorados del club, se realizaría finalmente en 1931 como medida para intentar salvar la maltrecha economía. Pese a la negativa de la Federación Regional del Centro, el club viaja finalmente buscando unos ingresos que no solo no obtiene sino que se ven empeorados cuando por diversas circunstancias, la expedición queda abandonada a su suerte en Estados Unidos hasta que finalmente es rescatada por la Federación. Esta le impondrá una fuerte multa y el descenso de categoría, hechos que fueron los definitivos para que el equipo futbolístico desaparece.,
Algunos de los directivos y futbolistas se unen junto a otros del Madrid F. C. para recalar en el Unión Sporting Club al que cambian su denominación por la de Castilla Foot-ball Club con la que mantuvo fuertes vínculos, y en el que tras la desaparición definitiva de la entidad en 1932 depositaron sus esperanzas los aficionados racinguistas considerándole su club sucesor, hasta el renacimiento del club tras la guerra civil española con el nombre de Racing Club de Chamberí y Agrupación Recreativa Chamberí . Del mismo modo mucho aficionados recalaron en el Athletic de Madrid, debido a las rencillas entre madridistas y racinguistas en los campeonatos regionales, por consideralo afín a dicha rivalidad con «los blancos».

## Historia

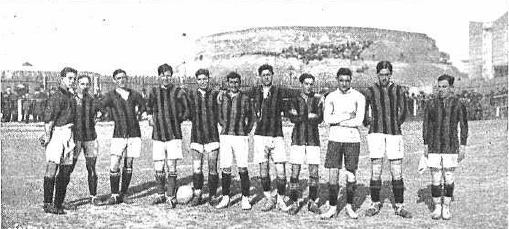
Equipo campeón de la Región Centro en 1915

Fundado en 1914 por fusión de los clubes madrileños Cardenal Cisneros y Regional, se afilió a la Federación Castellana en 1915. Participó habitualmente en la primera categoría del Campeonato Regional Centro, clasificatorio para el Campeonato de España, logrando el título regional en 1915 y 1919.
Al inicio del campeonato de liga en España, el Racing de Madrid quedó encuadrado en la Segunda División Grupo "A", la segunda de las tres categorías en las que se dividió a los clubes, quedando la Primera División como categoría superior, y la Segunda División Grupo "B" como tercera categoría. Al acabar la temporada, el Racing, bajo la dirección del ex-seleccionador nacional Paco Bru finalizó como último clasificado en un torneo de diez equipos al haber logrado tan solo seis victorias y un empate, descendiendo asaí a la recién creada Tercera División.
Tras negarse como numerosos clubes a disputar la primera edición de la tercera categoría por desavenencias con la Federación, terminó por retirarse de la competición agravando su ya delicada situación.
Además, durante su historia el Racing de Madrid disputó varias veces el Campeonato de España de Fútbol (la Copa), siendo eliminado en su primera participación por el Arenas Club de Guecho (en la primera eliminatoria) tras un partido de desempate en la edición de 1919. Diez años más tarde, en la edición de 1929, el Racing de Madrid logra su mejor actuación en el torneo, eliminando en dieciseisavos de final al Iberia SC de Zaragoza y en octavos de final al Valencia, para caer en cuartos de final ante el Real Madrid. Al año siguiente, en la edición de 1930, el Racing de Madrid cayó eliminado en dieciseisavos de final ante el Real Unión de Irún. La edición de 1931 sería la última en la que participaría el Racing antes de su desaparición un año después, cayendo ante el Sevilla en los dieciseisavos de final.

### Desaparición
El club se endeuda violentamente con la construcción del nuevo estadio y su descenso a la primera categoría regional, y para sufragar gastos,deciden embarcarse en 1931 en una gira por América, proyectada inicialmente para 1919, pero aparcada hasta este año. Piden permiso a la Federación Centro y se lo niegan. Aun así los directivos deciden realizarla y para ello crean una artimaña con el fin de engañar a la Federación: contratar a jugadores externos para realizar la gira, pero que en realidad defienden su camiseta.
Juegan varios partidos amistosos en Perú, México, Cuba y Estados Unidos, pero van de fracaso en fracaso pues los encuentros no logran atraer la atención de los aficionados de allí. Cuando están en Estados Unidos son abandonados por el promotor de la gira dejanándolos a su suerte, sin abonarles lo estipulado y sin medios para regresar a España. Es la Federación Centro quien se encarga de la repatriación. Cuando el equipo retorna nuevamente a España son multados económicamente y descendidos de categoría por la desobediencia. La directiva acata la multa, pero no el descenso, por lo que en un nuevo episodio de enfado retiran al equipo de la competición. Ante la imposibilidad de competir, los jugadores del Racing se marchan a otros equipos de la región mientras que los pocos que quedan se dedican a disputar partidos amistosos por distintas ciudades de España. Lo mismo sucede con la afición, quien al encontrarse dividida unos optan por no hacer nada y otros se unen al modesto Unión Balompédica Chamberí, fundado en 1927.
El Racing no compite pero todavía no ha desaparecido, primero se deshacen de la plantilla y ahora le toca turno al estadio, que mal venden para saldar la deuda con la Federación Centro.
El 4 de enero de 1932, accede a la presidencia Fernando de Bernardos con la intención de recuperar a la entidad, y solicitan el reingreso en la primera categoría del fútbol madrileño porque dicen encontrarse con fuerzas suficientes como para equipararse con el Madrid Football Club y el Athletic Club de Madrid quienes eran ya los equipos más representativos de la ciudad. Nuevo palo a los directivos del Racing tras recordársele que tienen que cumplir la sanción y competir en la segunda categoría, las reglas han de cumplirse. Los directivos se empecinan en su postura por considerarla injusta y declinan participar en esa categoría, por lo que supone la desaparición de facto aunque el club en ningún momento se disuelve como entidad.

### La breve sucesión en la Unión Balompédica Chamberí
La Unión Balompédica Chamberí,  formada por la unión del Club Deportivo Chamberí y de la Asociación Deportiva Chamberí, se convirtió en sucesora de «los rojinegros» y los aficionados confían en ella sus esperanzas para la competición, pero están muy lejos de su antecesor. Compiten en tercera categoría hasta el estallido de la guerra civil española en 1936.
Pasada la guerra, retomó sus actividades como Racing Club de Chamberí, para en 1941 retomar su sección futbolística bajo el nombre de Agrupación Recreativa Chamberí, club que se proclamó heredero directo del Racing de Madrid, reclamando su plaza en la tercera categoría para 1943, lo cual también fue denegado por la Federación al no disponer de campo propio y haber otros equipos con más derechos que ellos. Se ven obligados pues a seguir jugando en las categorías inferiores. La élite del fútbol de la capital le da la espalda al equipo que tiene en sus vitrinas los trofeos del Racing Club como único recuerdo de un pasado glorioso .

## Estadio
El primer terreno de juego del Racing Club de Madrid fue el Campo de la Exposición en que jugaba sus partidos amistosos, el cual había heredado del Español F.C. quien lo había rehabilitado en 1909. Los partidos oficiales como local en el Campeonato Regional los jugaba en el terreno del rival de turno.
A finales de 1916, compró un terreno y se trasladó al Campo de Hermosilla el cual fue inaugurado el 17 de enero de 1917. Sin embargo, permaneció poco tiempo.
El 29 de septiembre de 1918, el equipo se trasladó al Campo de Martínez Campos. Estaba situado en la manzana que formaban las calles García de Paredes, Fernández de la Hoz, Viriato y Modesto Lafuente. Con el rápido crecimiento deportivo de la sociedad empezó a contar con un gran número de seguidores, en su mayoría por los vecinos del barrio. Llegado un punto, el equipo tenía una notable afición que desbordaba la capacidad del Martínez Campos, y con la creación de las nuevas secciones deportivas de atletismo y béisbol la directiva se embarcó en la compra de unos terrenos en Vallecas, para hacer un nuevo campo, con capacidad para 15 000 espectadores y poder rivalizar con los de su vecinos, el Stadium Metropolitano y el Estadio de Chamartín.
Se inauguró el 19 de marzo de 1930, con el nombre de Estadio Puente de Vallecas (renombrado en 1932 como Campo de Vallecas), en el que también disputó algunos partidos como local el Athletic Club de Madrid y que finalmente años después fue el estadio local del Rayo Vallecano. Se cree que el gasto de la faraónica obra ascendió a unas 800 000 pesetas de la época.
El nuevo estadio, muy lejano a la estación del metro Puente de Vallecas, obligaba a los aficionados a subir andando unos 800 metros por una avenida sin asfaltar hacia el campo. Resultado: el club tiene un campo flamante y nuevo, pero ante la distancia la afición de Chamberí le empieza a dar de lado. Y a los parroquianos de Vallecas, tampoco les atrae el nuevo vecino.
El traslado a Vallecas del club de Chamberí que acarreó un significativo descenso de aficionados amén de los grandes costes, acabó por endeudar y hacer entrar en decadencia al club. En él solo se pudo ver al equipo apenas un año largo, ya que posteriormente se vio obligado a vender el estadio para paliar unas deudas que darían con la desaparición del club en 1932.

El equipo también disputó algunos encuentros como local en el citado Stadium Metropolitano en la primera temporada tras su construcción (1923-24), mientras que tras la sucesión como Unión Balompédica Chamberí a principios de los años cuarenta y sin campo propio, disputó sus partidos por diversos campos de la ciudad madrileña.

## Símbolos

### Escudo

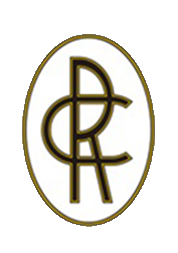
Primer escudo con las iniciales del club adoptado en 1914.

El primer escudo adoptado por el club en 1914, año de su fundación, consistió en enterlazar las dos iniciales del nombre, esto es, la "R" y la "C", inscritas en una elipse vertical. Tres años se mantendría su disposición hasta que en 1917 se le daría un nuevo formato a las letras, mientras que la elipse que encerraba las iniciales, pasó a ser un escudo circular con unos detalles dorados más visibles.
Aún sin convencer la nueva disposición, se cambiaría de nuevo en 1926 y 1927 siendo esta vez el color dorado el predominante por encima del negro, mientas que se añadió la "M" de Madrid al escudo. Esta, hizo las veces del círculo, utilizándose ingeiosamente para encerrar a todo el conjunto en un escudo, hasta que en 1928 se adoptó el que fue el escudo definitivo del club hasta su desaparición en 1932.
Posteriormente el club adoptó un nuevo escudo tras su refundación a principios de los años 40.
Uniforme
Desde el año de su fundación, en 1914, los colores de su vestimenta fueron unas franjas verticales rojas y negras, y medias negras. El calzón fue blanco hasta el año 1919, fecha en que se cambió a negro, color que mantendría hasta la desaparición del club.
| 1914-19 | 1919-26 | 1926-30 | 1930-31 |  |

## Palmarés

### Torneos regionales
- Campeón regional del Centro (2): 1915 y 1919.

4 subcampeonatos (1916, 1921, 1924, 1930)

### Torneos nacionales
- Subcampeón del Campeonato de España de Aficionados (1): 1951.